# Uraeotyphlus malabaricus
Uraeotyphlus malabaricus és una espècie d'amfibis gimnofions de la família dels Ictiòfids que habita en els Ghats Occidentals, a l'estat de Kerala d'Índia. Va ser descrit com a Cecilia malabarica per Richard H. Beddome el 1870. Va ser reclassificat en la seva categoria actual per Wilhelm Peters el 1879.
L'hàbitat i les preferències ecològiques d'aquesta espècie no són ben conegudes, però s'ha recollit al bosc tropical de fulla perenne. Probablement els adults són subterranis, i seria una espècie ovípara amb ous terrestres i larves aquàtiques.

## Distribució
La serralada dels Ghats occidentals de Kerala (Malabar) i Tamil Nadu (Nilgiris).